# دستور الأدوية الأوروبي

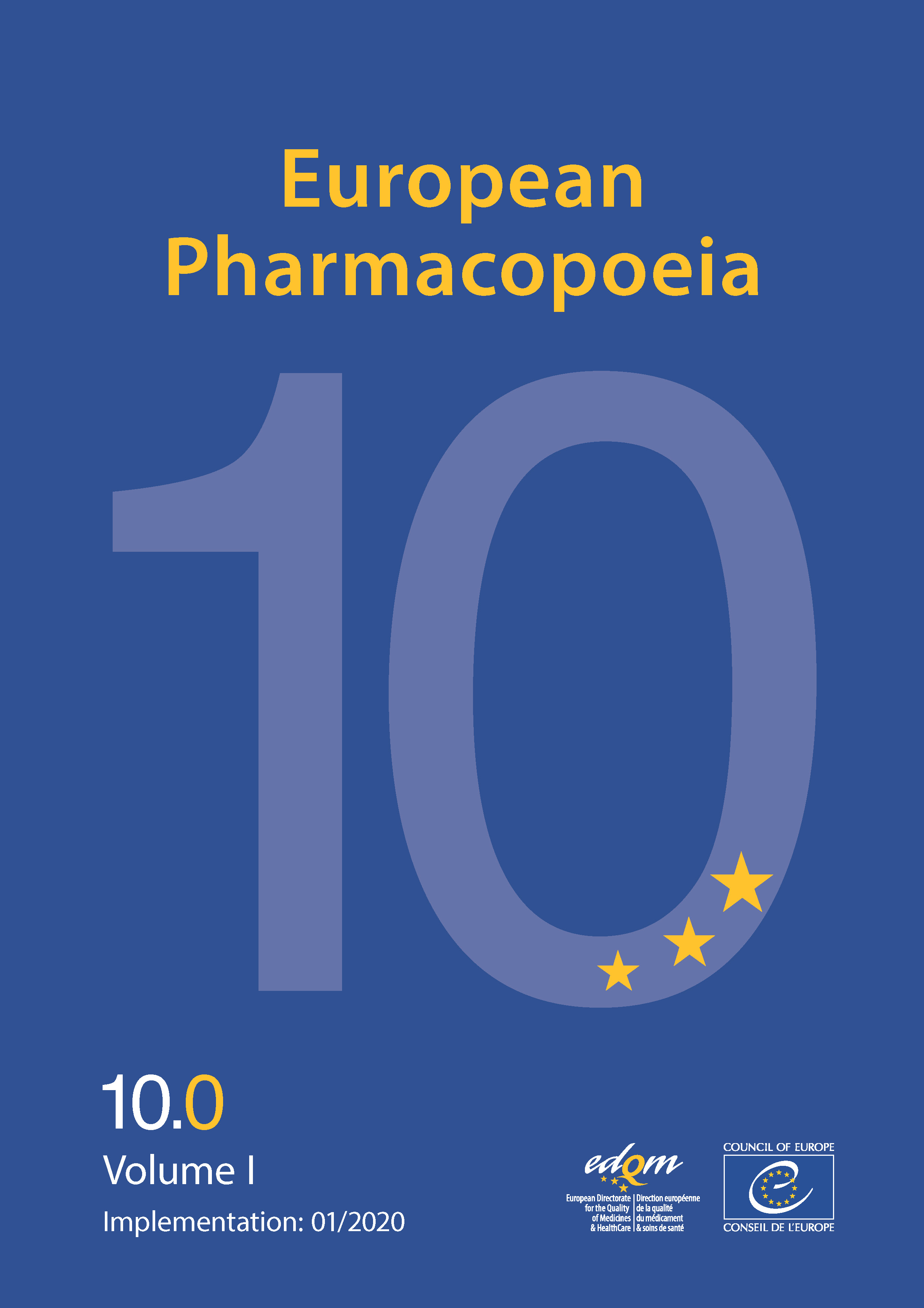
غلاف دستور الأدوية الأوروبي ، الإصدار العاشر

دستور الأدوية الأوروبي هو دستور الأدوية الإقليمي الرئيسي الذي يوفر معايير الجودة المشتركة في جميع قطاعات صناعة الأدوية في أوروبا، للتحكّم في جودة الأدوية والمواد المستخدمة في تصنيعها . وهذا الدستور عبارة عن مجموعة منشورة من الدراسات التي تصف كلاً من معايير الجودة الفردية والعامة لمكونات وأشكال الجرعات وطرق تحليل الأدوية. تنطبق هذه المعايير على الأدوية المخصصة للاستخدام البشري والبيطري .

## الأساس القانوني
دستور الأدوية الأوروبي له طابع ملزم قانونًا . ويستخدم كمرجع رسمي لخدمة الصحة العامة ، وهو جزء من المتطلبات التنظيمية للحصول على ترخيص تسويق (MA) أي منتج طبي (بشري أو بيطري). تنطبق معايير الجودة الخاصة بدستور الأدوية الأوروبي طوال دورة حياة المنتج بالكامل، وتصبح ملزمة قانونًا وإلزامية في نفس التاريخ في جميع الدول الموقّعة عليه والبالغ عددها ثمانية وثلاثين (38) ، وتشمل جميع الدول الأعضاء في الاتحاد الأوروبي .
يتضمن هذا الدستور العديد من النصوص القانونية التي تجعله إلزاميًا في أوروبا. أرست اتفاقية إعداد دستور الأدوية الأوروبي (CETS 50) التي اعتمدها مجلس أوروبا عام 1964، الأساس لتطوير الدستور. عام 1994، اعتُمد بروتوكول (ETS رقم 134) ، لتعديل الاتفاقية للتحضير للانضمام إلى الاتحاد الأوروبي (EU)، وتحديد الصلاحيات الخاصة بالاتحاد الأوروبي والدول الأعضاء فيه ضمن لجنة دستور الأدوية الأوروبية.
تشير توجيهات الاتحاد الأوروبي رقم 2001/82/EC  والتوجيهات رقم 2001/83/EC  (بصيغته المعدلة) إلى الطابع الملزم قانونًا لنصوص دستور الأدوية الأوروبي لمتطلبات ترخيص التسويق (MAA). لذلك يجب على جميع مصنّعي الأدوية أو المواد المستخدمة في الأدوية أن يطبقوا معايير جودة دستور الأدوية الأوروبي من أجل التمكّن من تسويق هذه المنتجات واستخدامها في أوروبا.
اعتبارًا من أيلول (سبتمبر) 2018، وقّعت ثمانية وثلاثون (38) دولة من الدول الأعضاء في الاتحاد الأوروبي على اتفاقية إعداد دستور الأدوية الأوروبي. وتعمل ثمانية وعشرون (28) دولة من جميع القارات بمثابة مراقبين ، وكذلك منظمة الصحة العالمية (WHO) وإدارة الغذاء والدواء في تايوان (TFDA).